# Ludwig der Springer
El comte Ludwig von Schauburg, anomenat Ludwig el saltador (vers 1042 - Reinhardsbrunn (districte de Gotha),  6/8 de maig de 112), fou un comte de Turingia
Se sap relativament poc d'ell, però està envoltat de llegendes. Ludwig és considerat el constructor del Wartburg, que més tard esdevingué el centre del Landgraviat de Turingia. Els seus descendents, començant pel seu fill Ludwig I, van ser els Landgraves de Turingia - de 1130 a 1247 en línia masculina, com els anomenats Ludowingers, llavors els descendents del seu rebes-besnét el margravi Enric III von Wettin - fins que finalment el landgraviat es va trencar amb la divisió de Leipzig el 1485.

## Biografia
Com a fill de Ludwig el Barbut i de Cäcilie von Sangerhausen, Ludwig era membre de la família noble Ludowinger de Francònia. Va ser batejat a l'església parroquial d'Altenbergen. Cap al 1080 va fundar el monestir de Schönrain am Main juntament amb el seu germà Beringer. En un document de l'any 1100, ambdós germans es van anomenar Schauburg prop de Friedrichroda, que va ser construït pel seu pare Ludwig el Barbut (ara en ruïnes).
Segons la llegenda, Ludwig va rebre el seu sobrenom d'un atrevit salt a la Saale. Es diu que va intentar guanyar el comtat palatí de Saxònia (la zona de Saale-Unstrut a l'oest de Saale i al nord d'Unstrut; la seu ancestral era el castell de Goseck prop de Weißenfels) i, per tant, va apunyalar el comte palatí Friedrich III. Després va ser empresonat al castell de Giebichenstein prop de Halle. Al tercer any de la seva captivitat va ser amenaçat d'execució, així que va utilitzar una estada a la torre del castell per saltar al riu Saale a sota. Allà ja l'esperava un criat amb una barca i el seu cavall favorit, blanc com la neu, "Cigne". Com a expiació pel seu assassinat, va fer construir l'església de Sant Ulrici a Sangerhausen. Més tard va fundar el monestir de Reinhardsbrunn, que es va convertir en el monestir de la família Ludowinger.
De fet, la llegenda sobre l'origen del nom "Jumper" és una mala interpretació del nom llatí Salicus. Això vol dir que Ludwig és un Salià i anteriorment es va traduir incorrectament com Springer. És possible que Ludwig no hagi estat mai empresonat al Giebichenstein.
També hi ha una llegenda sobre la fundació del Wartburg. L'any 1067, es diu que Ludwig va descobrir la seva futura ubicació mentre estava de caça i va exclamar: "Espera, muntanya, em portaràs un castell!" Com que el turó del castell no formava part del seu territori, li van portar terra a la muntanya d'allà qui va construir llavors el Wartburg. Per tal de confirmar els seus drets sobre Wartburg davant l'emperador, ell i dotze dels seus cavallers més lleials van haver de clavar "espases jurades" a terra i jurar pel seu honor que aquesta era la seva terra legítima.
Durant l'època de la polèmica d'investidura, Ludwig the Springer va ser un dels opositors destacats dels emperadors salians Enric IV i Enric V. La tesi proposada per Wolfgang Hartmann que sota a més de les figures famoses de donants a la catedral de Naumburg, també hi ha estàtues del constructor de Wartburg Ludwig i la seva dona Adelheid von Stade.
Els fills de Ludwig i Adelheid von Stade són (probablement):
- Hermann († 1114 en captivitat imperial)
- Ludwig I. († 1140)
- Heinrich Raspe I. († 1130)
- Udo I. von Thüringen, Bisbe de Naumburg († 1148)
- Kunigunde
- Cäcilia († 1141), casada amb Graf Gerlach I. von Veldenz
- Adelheid
- Konrad († um 1100)